# Cantón de Grésy-sur-Isère
El cantón de Grésy-sur-Isère (en francés canton de Grésy-sur-Isère) era una división administrativa francesa, que estaba situada en el departamento de Saboya y la región de Ródano-Alpes.

## Composición
El cantón estaba formado por once comunas:
- Bonvillard
- Cléry
- Frontenex
- Grésy-sur-Isère
- Montailleur
- Notre-Dame-des-Millières
- Plancherine
- Sainte-Hélène-sur-Isère
- Saint-Vital
- Tournon
- Verrens-Arvey

## Supresión del cantón
En aplicación del decreto n.º 2014-272 del 27 de febrero de 2014, el cantón de Grésy-sur-Isère fue suprimido el 1 de abril de 2015 y sus 11 comunas pasaron a formar parte del nuevo cantón de Albertville-2.